# Історичні пам'ятки та об'єкти Пекче

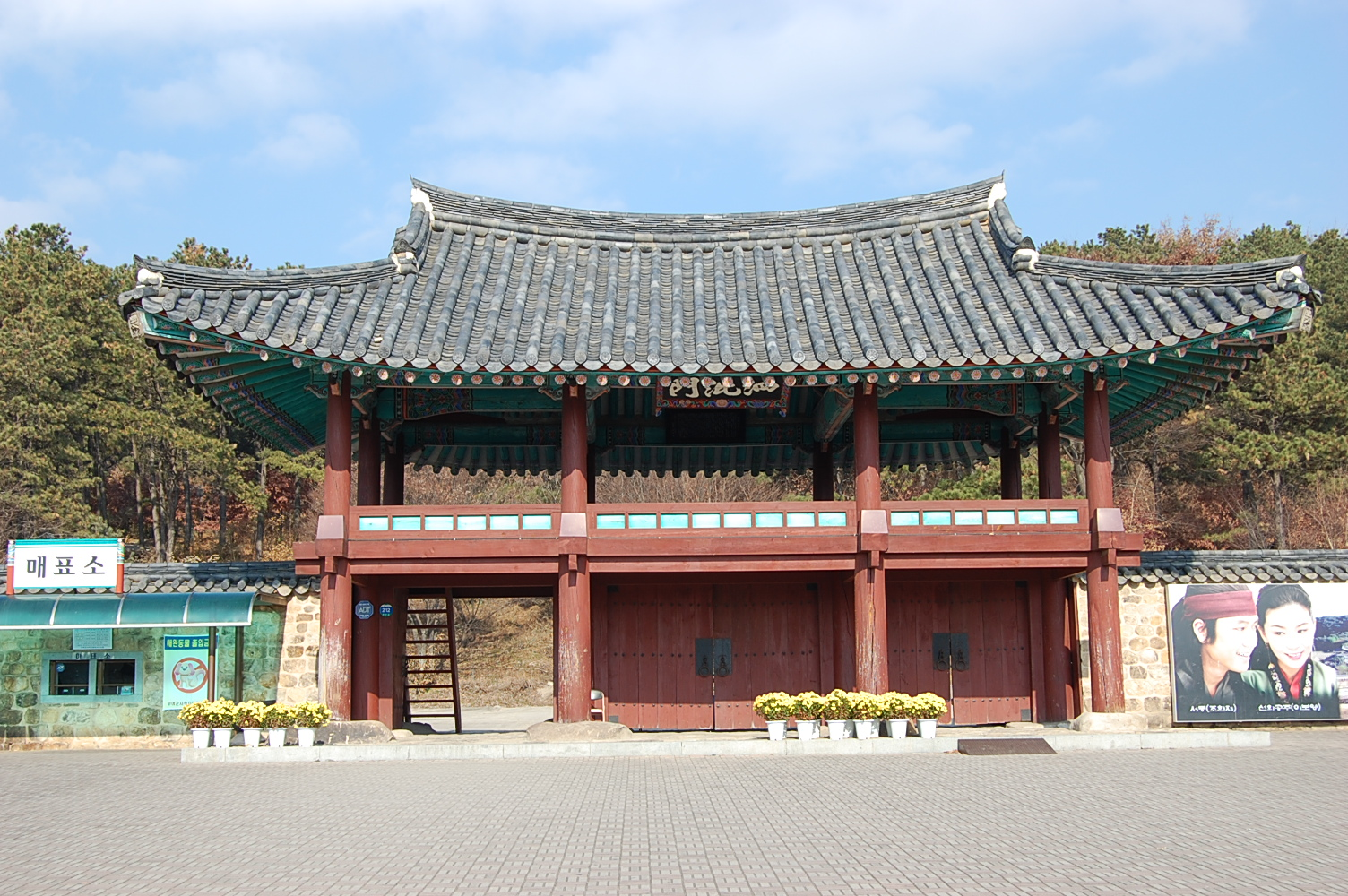
Головна брама фортеці Пусосансон

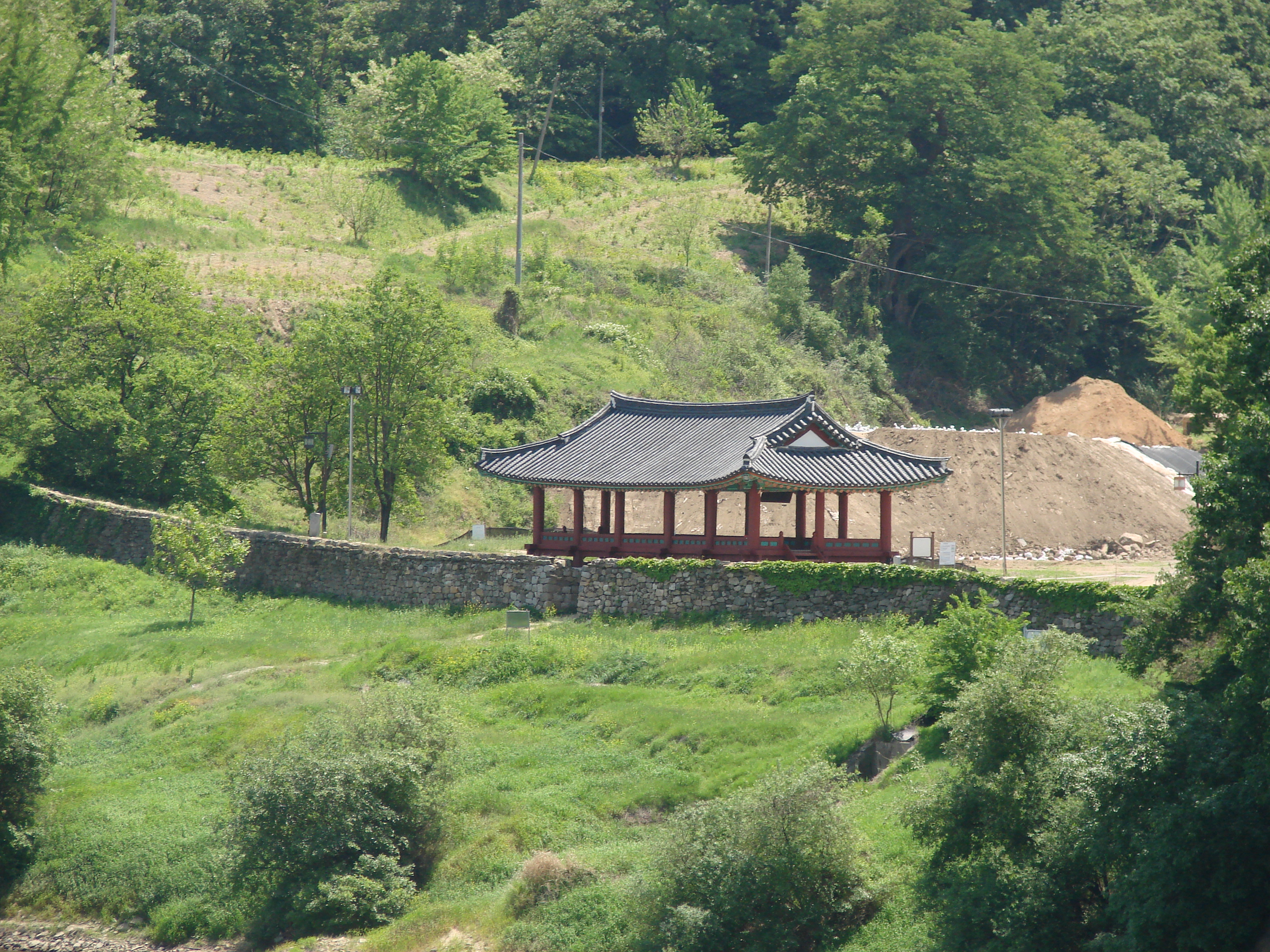
Один з павільйонів фортеці Консансон

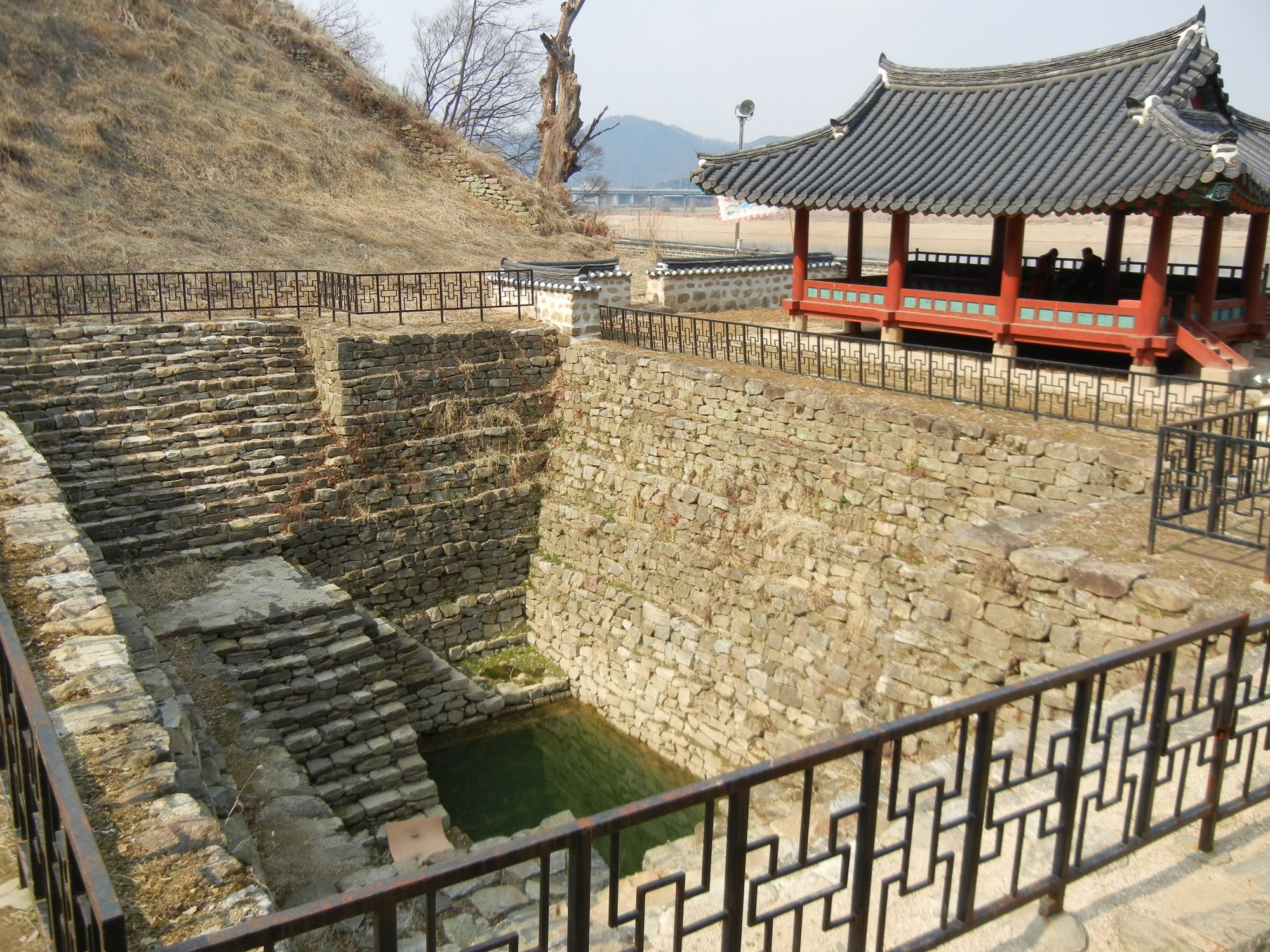
Ставок у фортеці Консансон

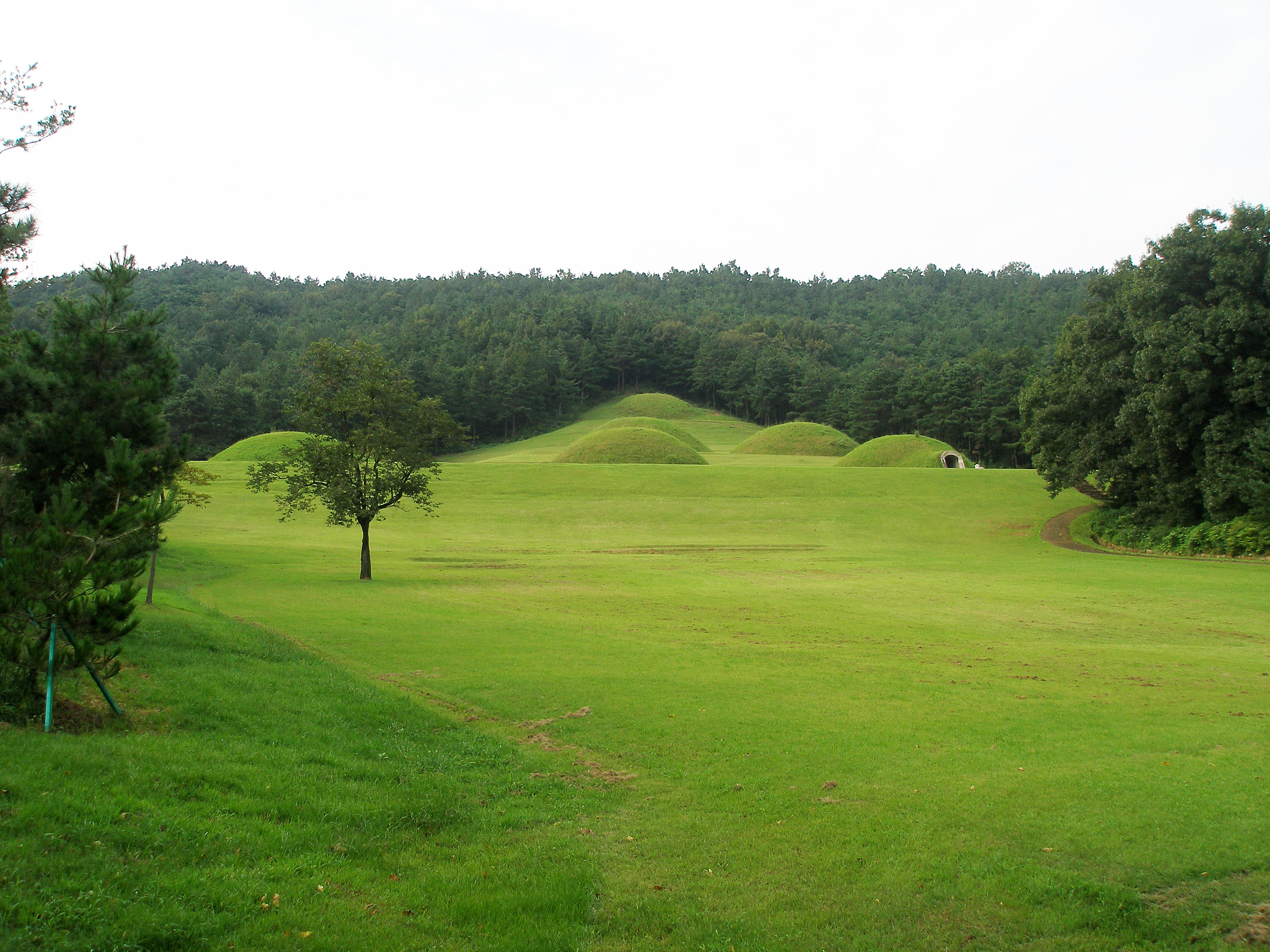
Могильні кургани в Нинсан-рі

Історичні пам'ятки та об'єкти Пекче (кор. 백제역사유적지구; «Пекче екса юджок чигу») — група пам'яток, що розташовані у містах Конджу, Іксан та в повіті Пуе в Республіці Корея. Ці пам'ятки спільно свідчать про історію і культуру давньокорейської держави Пекче. 2015 року пам'ятки Пекче було занесено до списку Світової спадщини ЮНЕСКО.

## Об'єкти в містіКонджупровінціїЧхунчхон-намдо
- Фортеця Консансон
- Могильні кургани в Сонсан-рі

## Об'єкти в повітіПуепровінціїЧхунчхон-намдо
- Археологічна пам'ятка в Кванбук-рі та фортеця Пусосансон
- Руїни монастиря Чоннимса
- Могильні кургани в Нинсан-рі
- Міський мур Насон

## Об'єкти в містіІксанпровінціїЧолла-пукто
- Археологічна пам'ятка в Вангун-рі
- Руїни монастиря Мірикса